# شهرستان دیویس (یوتا)

شهرستان دیویس یکی از شهرستان‌های ایالت یوتا است. بر طبق آمارهای سال ۲۰۱۰ از اداره آمار آمریکا، جمعیت این شهرستان ۳۰۶.۴۷۹ نفر بوده. همچنین مساحت این شهرستان نیز ۱.۶۴۰ کیلومترمربع برآورد شده.
دیویس را سومین شهرستان پرجمعیت ایالت یوتا می‌دانند و مرکز این شهرستان، شهر فارمینگتون است. نام این شهرستان نیز برگفته شده از نام شیخصی به نام دنیل سی. دیویس است که جزء اولین رهبران این شهرستان بوده. همچنین این شهرستان در تاریخ ۵ اکتبر ۱۸۵۰ تأسیس شده‌است.

## پیوند
- وب‌گاه رسمی